# Драговшек
Драговшек (словен. Dragovšek) — поселення в общині Шмартно-при-Літії, Осреднєсловенський регіон, Словенія. 
Висота над рівнем моря: 383,3 м.